# Centro de Estudios de la Realidad Contemporánea
El Centro de Estudios de la Realidad Contemporánea o CERC por sus siglas, es un centro de estudios chileno conocido especialmente por sus encuestas políticas y electorales. Según su propia definición, «es una Corporación Privada, independiente y sin fines de lucro, que realiza encuestas de opinión pública desde 1986, con especial énfasis en el estudio del desarrollo político y los cambios económicos». De acuerdo a su director ejecutivo, Carlos Huneeus, se asocia erróneamente al CERC con la Democracia Cristiana, debido a su militancia personal en ese partido, lo que es una situación que no ocurre con otros encuestadores en Chile en su opinión. Su encuesta, que se publica desde hace 23 años, realizó una certera predicción de los resultados de primera vuelta en las elecciones presidenciales chilenas de 2005 y 2009.